# Беганская, Ядвига Иосифовна
Беганская Ядвига Иосифовна (бел. Ядвіга Іосіфаўна Бяганская, псевдоним Ядвига Рута, исп. Ядвига Рута; 16 февраля 1908, Верхнеудинск, Забайкальская область — 3 апреля 1992, Минск) — белорусский советский прозаик, переводчик и журналист.

## Биография
Родилась в семье белорусских переселенцев в Сибирь, которые вернулись в БССР в 1922 году. С 1924 года жила в Минске. В 1924 году поступила на литературно-лингвистическое отделение педагогического факультета БГУ, которое окончила в 1930 году. Преподавала в Минске и Речице. В 1937 году был арестован ее муж поэт Александр Сак и отец Иосиф Вивентиевич Беганский (их обоих расстреляли). 6 ноября 1937 года была арестована и сама Беганская и 4 января 1938 года приговорена к 10 годам лагерей; отправлена на Колыму. Освобождена 6 ноября 1947 года. В начале 1948 года вступила брак с художником М. Леберфарбом, жила на Чукотке. В 1948 году ему разрешили вернуться в БССР. До 1955 года жила в Речице. Была реабилитирована в 1954 году. После реабилитации своего первого мужа в 1955 году переехала с семьей в Минск.
В 1956-1963 годах работала редактором на Белорусском радио. С 1963 года находилась на пенсии.

## Творчество
Начала публиковать стихи с 1926 года. С 1953 года начал выступать как прозаик. Переводила произведения с польского и словацкого языков. Член Союза писателей СССР с 1957 года. Автор книг для детей «Далеко на Севере» (1954), «Евгенин голубок» (1958), «Встреча с морем» (1962), «Зосина звездочка» (1965), «Над рекой Шушею» (1977), «Неожиданная встреча» (1978).